# Herman Daly
Pour les articles homonymes, voir Daly.
Herman Daly, né le 21 juillet 1938 à Houston au Texas et mort le 28 octobre 2022 à Richmond, en Virginie, est un économiste américain et professeur de l'université du Maryland.

## Biographie
Herman Daly grandit à Houston. Ses parents gèrent une quincaillerie. À l'âge de huit ans il est atteint de la poliomyélite et est amputé du bras gauche. Il commence ses études à l'université Rice, mais c'est véritablement son passage à l'université Vanderbilt où il suit les cours de l'économiste Nicholas Georgescu-Roegen qui marque sa formation intellectuelle et son approche critique de la croissance économique.  
Herman Edward Daly commence sa carrière universitaire au Brésil, dont sa femme est originaire, en donnant des cours à l'université fédérale du Ceará grâce à un programme de la Fondation Ford. Jusqu'en 1988, il était professeur à l'université d'État de Louisiane à Baton Rouge. De 1988 à 1994 il travaille en tant qu'économiste pour la Banque mondiale. Il termine sa carrière universitaire à la School of Public Policy de l'université du Maryland. 
Herman Daly s'est intéressé au concept de décroissance et a œuvré en faveur de la diffusion d'un modèle économique « reliant l'approche bioéconomique de Georgescu-Roegen avec l'essor récent de la conscience et de la science du « système Terre ». Ses recherches s'inscrivent dans une perspective bioéconomique. Il plaide également en faveur de l'état stationnaire comme alternative à la croissance économique et affirme qu'il ne faut pas confondre croissance et développement et qu'il ne peut plus y exister de croissance durable.
Il est à l'origine d'un indicateur économique, le « Genuine Progress Indicator», en français, indicateur de progrès véritable, qui corrige ainsi le PIB  des pertes dues à la pollution et à la dégradation de l’environnement.
Il meurt à Richmond le 28 octobre 2022.

## Distinctions
- 1996 : Right Livelihood Award (prix d'honneur)
- 1999 : prix Sophie

## Publications

### En anglais
- On economics as life science, 1968.
- Steady-State Economics, 1977.
- For the Common Good, avec John B. Cobb, 1989.
- Valuing the Earth, 1993.
- Beyond Growth, 1996.
- Ecological Economics and the Ecology of Economics, 1999.
- Ecological Economics: Principles and Applications, avec Joshua Farley, 2003.
- Uneconomic growth in theory and in fact, conférence, 1999 .

### En français
- Économie stationnaire, Les petits matins, 2018, 439 p. [Traduction par André Verkaeren de From Uneconomic Growth to a Steady-State Economy, Edward Elgar, 2014].